# Baa Baa Land
Baa Baa Land là một bộ phim chiếu rạp chậm năm 2017 do Calm sản xuất. Phim không có diễn viên con người, đối thoại hay tường thuật lại bất cứ câu chuyện nào.

## Sản xuất
Ý tưởng cho một bộ phim mà diễn viên duy nhất xuất hiện là bầy cừu được nhà sản xuất Peter Freedman lên ý tưởng, và bộ phim do đạo diễn phim nghệ thuật Garth Thomas chỉ đạo, quay và chỉnh sửa với kinh phí do WD Church tài trợ. Tác phẩm được quay tại trang trại cừu con và cừu Layer Marney gần Tiptree ở Essex, Vương quốc Anh. Phim được công chiếu lần đầu tại Rạp chiếu phim Prince Charles ở West End, London vào tháng 9 năm 2017.

## Nội dung
Bộ phim là một ví dụ về "điện ảnh quay chậm", một kỹ thuật điện ảnh nghệ thuật tập trung vào các cảnh quay dài, tối giản, và thường rất ít hoặc không có câu chuyện hoặc đối thoại giữa người-người. Phim không có cốt truyện và được nhà sản xuất Peter Freedman mô tả là "bộ phim buồn tẻ nhất từng được thực hiện". Tác phẩm có "hàng trăm" con cừu chỉ đơn giản là đứng trên cánh đồng với rất ít hành động bổ sung; mỗi cảnh quay kéo dài từ 30 phút đến hơn 60 phút. Bộ phim được dự định và mong đợi để đưa mọi người vào giấc ngủ, và đã được mô tả là "phương pháp chữa mất ngủ tối ưu".

## Đón nhận
Thời lượng 8 tiếng của Baa Baa Land khiến một số người gọi đây là bộ phim dài thứ 19 mọi thời đại, cùng độ dài với bộ phim The Imitation of Christ năm 1967 của Andy Warhol và ngắn hơn năm phút so với Empire. Nhà điều hành sản xuất Michael Acton Smith không kỳ vọng Baa Baa Land sẽ "phá kỷ lục phòng vé", mặc dù kỳ vọng rằng có thể có một lượng khán giả đáng kể cho tựa phim.